# لیک کاوانو (واشینگتن)
لیک کاوانو (به انگلیسی: Lake Cavanaugh) یک منطقهٔ مسکونی در ایالات متحده آمریکا است که در شهرستان اسکاگیت، واشینگتن واقع شده‌است. لیک کاوانو ۵٫۵ کیلومتر مربع مساحت و ۱۶۷ نفر جمعیت دارد و ۳۰۶ متر بالاتر از سطح دریا واقع شده‌است.